# ملكية الرجل (رواية)
رواية ملكية الرجل (بالإنجليزية: Man's Estate)‏ هي رواية للكاتب الأسترالي جون كليري. نشرت عام 1972. وهي عن مجموعة في عالم الطبقة العليا البريطانية. تدور أحداثها حول سياسي بريطاني محافظ نجا من الحرب العالمية الثانية، وتفجير فندق الملك داود، وانتفاضة ماو ماو، وحادث ركوب الخيل.